# Стефан Коковић
Стефан Коковић (Београд, 27. септембар 1990) је српски модни фотограф, визуелни уметник, дизајнер и певач, који живи и ради у Бечу.

## Биографија
Завршио је студије графичког дизајна, а касније и специјалистичке студије на модној Академији дел Лусо у Милану. Учествовао је у такмичењу Икс фактор, ментор му је била Емина Јаховић, и снимио неколико синглова пре него што се посветио фотографији. Добитник је бројних награда у области фотографије и његови едиторијали се објављују у свим водећим модним часописима, сарађивао је са многим аустријским моделима као и Кончитом Вурст.

### Изложбе
2010 – 2011: Photography Exhibition – They lived happily ever after...and back.
2012 – 2013: Photography Exhibition – All The Way
2015 - 2016: Photography Exhibition - L'Art pour L'Art
2015 - 2016: Photography Exhibition - Catturare un Momento
2019 - 2020: Photography Exhibition - Rot
2022: Faces

## Дискографија

### Синглови
- Зрно отрова (2011)
- Хајде мала (2014)
- Паника (2014)